# Progressione del record olimpico dei 10000 metri piani maschili
La tabella sottostante riporta la progressione del record olimpico nella specialità dei 10000 metri piani maschili.

## Progressione
| Tempo     | Atleta             | Paese            | Luogo             | Data              | Note            |
| --------- | ------------------ | ---------------- | ----------------- | ----------------- | --------------- |
| 31'20"8   | Hannes Kolehmainen | Finlandia        | Stoccolma         | 8 luglio 1912     |                 |
| 30'23"1/5 | Ville Ritola       | Finlandia        | Parigi            | 6 luglio 1924     | Record mondiale |
| 30'18"8   | Paavo Nurmi        | Finlandia        | Amsterdam         | 29 luglio 1928    |                 |
| 30'11"4   | Janusz Kusociński  | Polonia          | Los Angeles       | 31 luglio 1932    |                 |
| 29'59"6   | Emil Zátopek       | Cecoslovacchia   | Londra            | 30 luglio 1948    |                 |
| 29'17"0   | Emil Zátopek       | Cecoslovacchia   | Helsinki          | 20 luglio 1952    |                 |
| 28'45"6   | Vladimir Kuc       | Unione Sovietica | Melbourne         | 23 novembre 1956  |                 |
| 28'32"2   | Pëtr Bolotnikov    | Unione Sovietica | Roma              | 8 settembre 1960  |                 |
| 28'24"4   | Billy Mills        | Stati Uniti      | Tokyo             | 14 ottobre 1964   |                 |
| 27'53"4   | Emiel Puttemans    | Belgio           | Monaco di Baviera | 31 agosto 1972    |                 |
| 27'38"4   | Lasse Virén        | Finlandia        | Monaco di Baviera | 3 settembre 1972  | Record mondiale |
| 27'21"46  | Brahim Boutayeb    | Marocco          | Seul              | 26 settembre 1988 |                 |
| 27'07"34  | Haile Gebrselassie | Etiopia          | Atlanta           | 29 luglio 1996    |                 |
| 27'05"10  | Kenenisa Bekele    | Etiopia          | Atene             | 20 agosto 2004    |                 |
| 27'01"17  | Kenenisa Bekele    | Etiopia          | Pechino           | 17 agosto 2008    |                 |
| 26'43"14  | Joshua Cheptegei   | Uganda           | Parigi            | 2 agosto 2024     |                 |